# 손오공

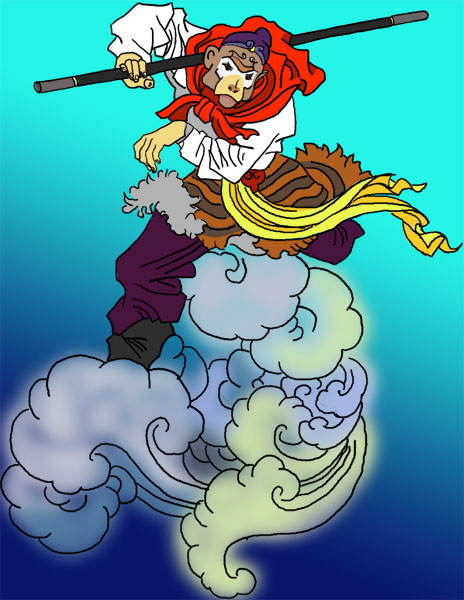
손오공

손오공(孫悟空, Sun Wukong)은 중국의 4대 기서 가운데 하나인 《서유기》의 주인공인 원숭이로, 오공, 제천대성(齊天大聖, 제왕과 같이 높은 성자 또는 신선, 하늘나라 옥황상제와 동등한 위대한 신선을 이름), 혹은 미후왕(美猴王, 잘생긴 원숭이 왕), 투전승불(鬪戰勝佛, 싸움의 부처)이라고도 불린다. 누군가는 도발을 할때 필마온 돌원숭이라 부르기도 한다)
손오공은 화과산의 신성한 바위가 깨지며 낳은 돌알에서 나왔으며 수렴동이라는 폭포동굴을 찾아 원숭이왕이 되고 수보리도사를 찾아가 72변 근두운 등등 여러 도술을 배워 용궁에서 여의봉과 갑옷을 빼앗아 지옥에서 생사부를 지우고 선도와 선단을 훔쳐먹고 신들과 싸움을 벌이는등 각종 악행을 저지르다 잡혔지만 사기템을 모두 얻은 손오공은 죽지 않고 오히려 화안금정을 얻어 깽판을 부리다 부처에 의해 오행산에 봉인된다 500년 후 손오공은 삼장법사에게서 구출당하며 손오공은 당나라 삼장법사인 현장의 첫째 제자가 되어, 저팔계, 사오정 등과 함께 요괴로부터 삼장법사를 보호하며, 현재의 인도, 즉 천축에 있는 뇌음사에 불경을 구하러 간다.
손오공은 도술의 달인으로 특히 분신술과 72가지 변신술 근두운에는 타의 추종을 불허했다.
무기로는 여의봉을 사용하고, 근두운 술법으로 단번에 10만 8천리를 날아갈 수 있다.
손오공은 삼장법사의 뜻을 어기고 요괴나 사람들을 계속 죽이자 긴고아라는 긴고주(긴고아 주문)를 외우면 쓴사람의 머리를 조이는 부처의 보물로 손오공을 굴복시켰다

## 손오공의 성격과 행위
손오공의 성격과 행위를 크게 세 단계로 분류할 수 있는데, 첫째는 미후왕의 시기이다. 이때의 손오공은 단지 돌원숭이에 지나지 않는다. 그러나 원숭이 특유의 호기심과 리더십으로 화과산 원숭이의 왕이 된다. 이 시기에 그는 우마왕, 편편 등과 형제의 예를 맺게 된다.
두 번째는 제천대성이라 불리는 시기이다. 이 시기에 손오공은 72가지 변법를 익히고, 근두운과 여의봉 등을 가지게 된다. 또한 천궁과 용궁 그리고 염부를 오가며, 자신의 존재를 온 세상에 드러낸다. 그러나 마지막에 가서는 석가여래와의 법력 대결에서 져서 오행산에 갇히게 된다. 손오공은 감히 석가여래에게 싸움을 건 대가로 오행산에서 무려 500년 동안이나 갇히게 된다.
세 번째는 삼장법사와 함께 불경을 구하러 가는 시기이다. 이 시기에 그는 자기가 하고 싶은대로 제멋대로 살던 이전의 모습과는 다른, 책임감과 인내심을 겸비하게 되며, 더 이상 독불장군의 모습이 아닌, 다른 이와의 협력과 협동을 추구하게 된다. 관세음보살이 삼장법사에게 준 긴고아또한 앞에서 말한 이유가 된다. 이러한 성정의 변화는 고 고우영 화백의 만화 《서유기》에도 나온다.
훗날 삼장법사가 불경을 무사히 구한 이후에 손오공은 그 보상으로 투전승불(鬪戰勝佛, 싸움의 부처)이 된다. 삼장법사를 모시러 다니는 도중 만난 요괴들을 거의 전부 손오공 혼자 해치운 공로로 손오공은 부처의 전사로서 거듭나게 되었다.
중국의 경극에서도 이런 손오공의 변화를 살펴볼 수 있는데, 시기마다 손오공의 얼굴 분장이 다르다. 손오공은 이미 고대 중국 문학의 한 주인공이 아닌, 동아시아 문화에 많은 영향을 미쳐, 오늘날에는 '손오공 같은'이라는 전형적인 인물 성격을 상징하는 문화적 키워드가 되고 있다.

## 캐릭터
손오공은 중국 역사상 가장 인기 있는 캐릭터로서 전 세계에서 가장 이상적으로 성공한 캐릭터 상품이라 할 수 있다. 이 때문에 손오공은 원숭이의 대명사가 되기도 하고, 서유기에 대한 수많은 아류작이 나오기도 했으며, 손오공이라는 캐릭터를 모티브로 하여 드래곤볼이라는 만화가 만들어지기도 했다. 국내에서 역시 허영만 원작의 날아라 슈퍼보드가 애니메이션으로 제작되어 인기를 끌었다. 갓 오브 하이스쿨, 마법천자문에도 등장. 게임 리그 오브 레전드에도 등장하게 되었다. 그리고 모바일 게임 세븐나이츠에서는 손오공이 사황에 포함되어 있다. 꾸러기 수비대에서 서유기 에피소드에서 장난꾸러기 원숭이 몽치가 강다리의 여의봉과 드라고의 구름을 받고 주인공 손오공처럼 블랙전사를 멋지게 쓰러뜨린 활약을 선보였다. 레고 몽키키드에도 등장하였다.
- 손오공 (드래곤볼)

### KBS
- 구슬대전 배틀비드맨
- 천하통일 파이어비드맨
- 터닝메카드

### MBC
- 빠샤메카드

## 같이 보기
- 분류:중국 신화의 장소